# Ясьолка
Ясьолка (пол. Jasiołka) — гірська річка в Польщі, у Сяноцькому, Кросненському й Ясельському повітах Підкарпатського воєводства на Лемківщині. Права притока Вислоки, (басейн Балтійського моря).

## Опис
Довжина річки 70 км, найкоротша відстань між витоком і гирлом — 56,13  км, коефіцієнт звивистості річки — 1,25 . Формується притоками, багатьма безіменними стрмками та частково каналізована. Річка тече у Низьких Бескидах.

## Розташування
Бере початок на північно-західних схилах гори Канасювка (831 м) на висоті 798 м над рівнем моря (гміна Команча). Тече переважно на північний захід через село Ясель і у місті Я́сло впадає у річку Вислоку, праву притоку Вісли.
Населені пункти вздовж берегової смуги: Воля Вижня, Воля Нижня, Посада Яслиська, Яслиська, Дальова, Терстяна, Нова Весь, Липовиця, Ду́кля, Збоїська, Ветшно, Ніжна-Лонка, Махнувка, Щепаньцова, Зренцин, Жарновець, Єдлі́че, Добруцова, Сондкова, Розтокі, Ґлінічек, Волиця.

## Цікавий факт
- Навколо та через річку пролягають туристичні щляхи, які на мапі туристичній значаться зеленими, жовтими, синими та червоними кольорами[3].

## Притоки
- Бельча, Панна, Дукелька, Хліб'янка, Чорний Потік (ліві); Лейдишова, Хижни, Далювка, Білий Потік, Теренецький Потік, Літ, Шебнянка, Ясьонка (праві).

## Галерея

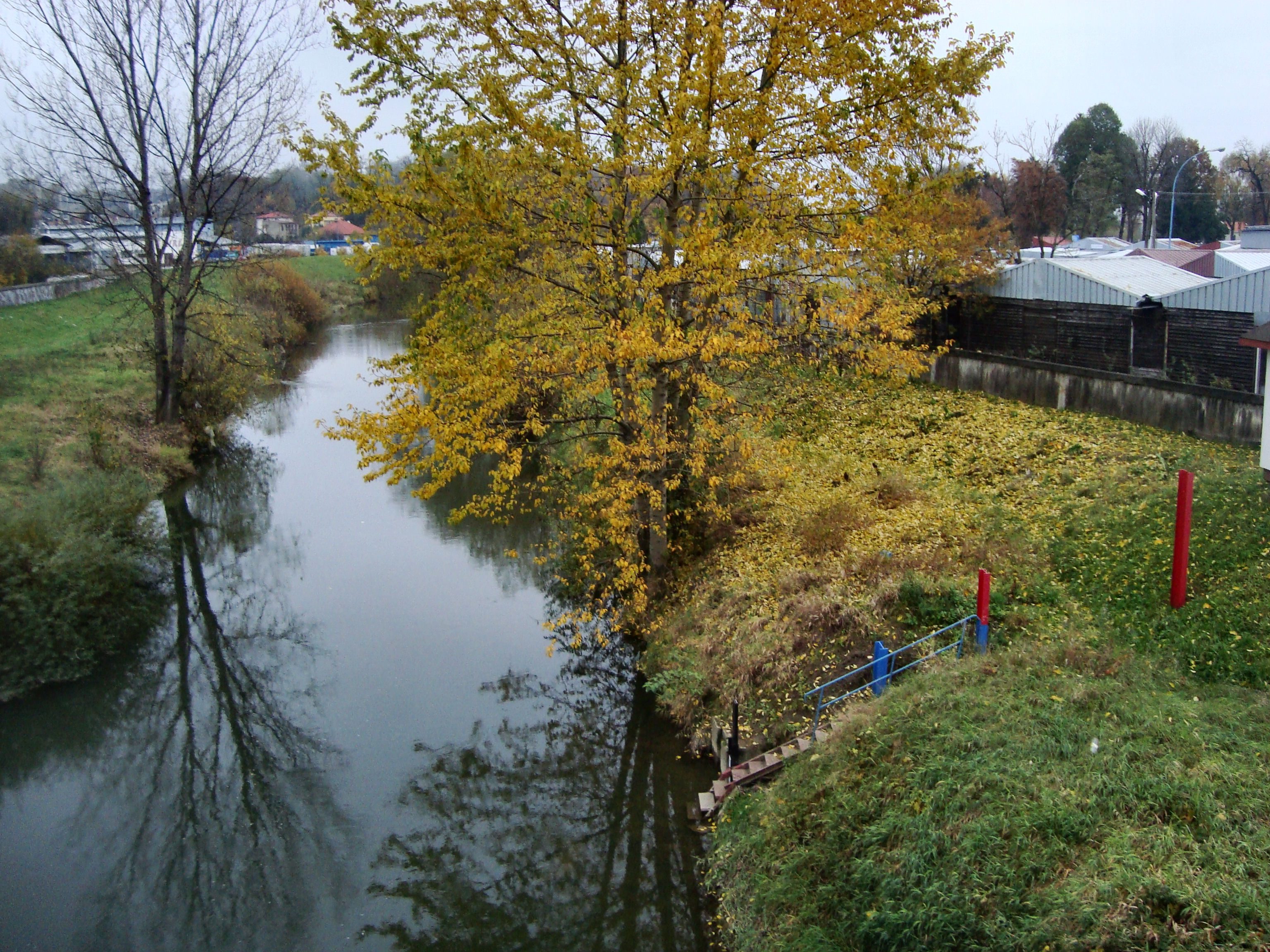
Річка Ясьолка, вид з мосту на вулиці Казімєжа Вєлького в Ясло
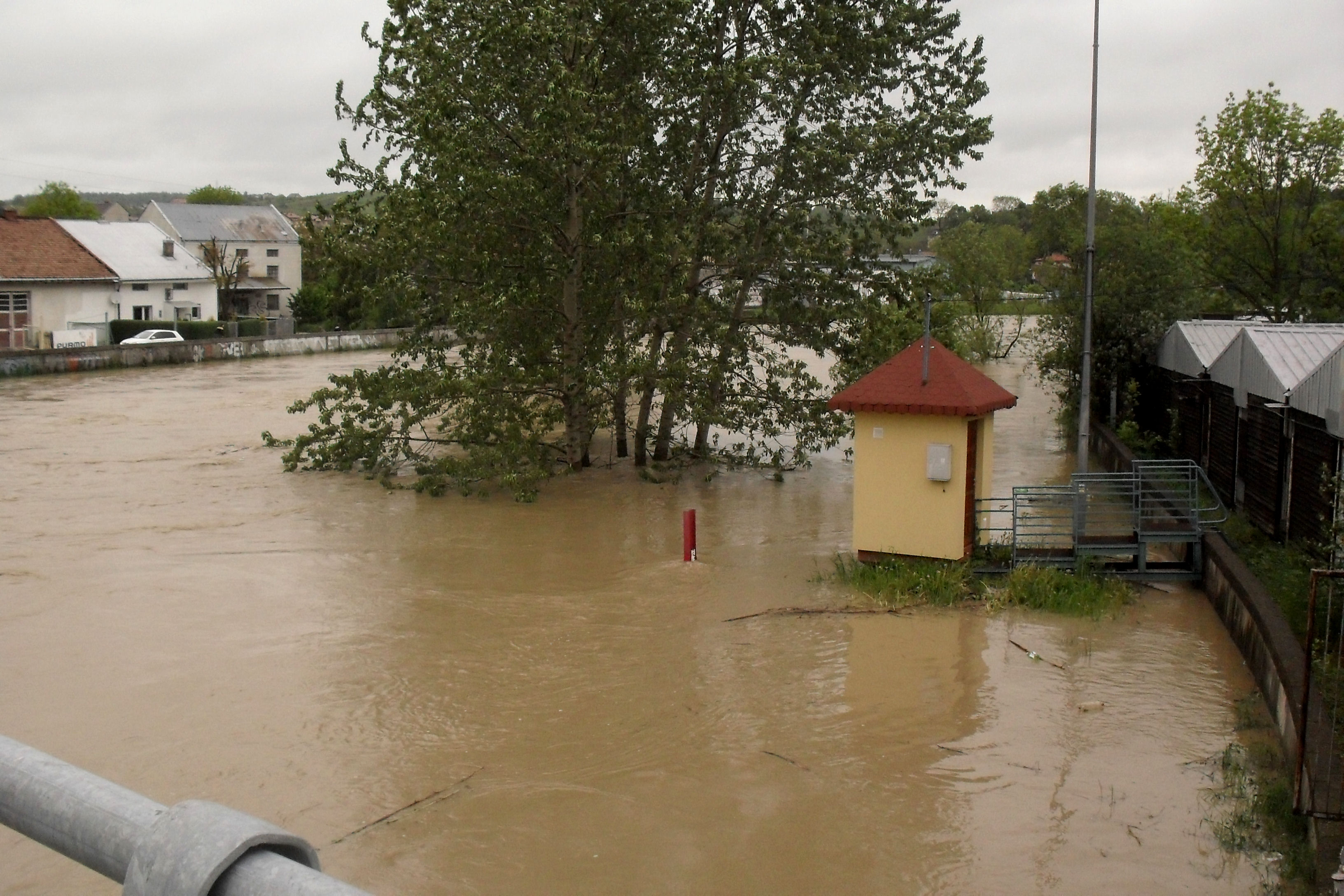
Річка Ясьолка в Ясло, рівень тривоги перевищений. 17 травня 2010 року, о 16:25. Міст на вулиці Казімежа Вєлького.